# Жамбыл (Карабалыкский район)
Жамбыл (каз. Жамбыл) — упразднённое село в Карабалыкском районе Костанайской области Казахстана. Входило в состав Побединского сельского округа. Код КАТО — 395055400. Упразднено в 2019 г.

## Население
В 1999 году население села составляло 199 человек (87 мужчин и 112 женщин). По данным переписи 2009 года, в селе проживало 105 человек (52 мужчины и 53 женщины).